# Egyed, Győr-Moson-Sopron
Egyed  este un sat în districtul Csorna, județul Győr-Moson-Sopron, Ungaria, având o populație de 555 de locuitori (2011). 

## Demografie
Componența etnică a satului Egyed
     Maghiari (99,38%)
     Germani (0,62%)
Componența confesională a satului Egyed
     Romano-catolici (77,48%)
     Fără religie (2,88%)
     Luterani (1,08%)
     Necunoscută (18,56%)
Conform recensământului din 2011, satul Egyed avea 555 de locuitori. Din punct de vedere etnic, majoritatea locuitorilor (99,38%) erau maghiari.  Din punct de vedere confesional, majoritatea locuitorilor (77,48%) erau romano-catolici, existând și minorități de persoane fără religie (2,88%) și luterani (1,08%). Pentru 18,56% din locuitori nu este cunoscută apartenența confesională.